# Fulgencij iz Ruspe
Sveti Fulgencij iz Ruspe, cerkveni oče, rimski menih, škof in svetnik, * 467, Telepte, severna Afrika, † 1. januar 532, Circino.

## Življenjepis
Fabius Claudius Gordianus Fulgentius je bil rojen in vzgojen v krščanski senatorski družini. Očeta je izgubil kmalu po rojstvu, mati mu je priskrbela odlično izobrazbo in ga naučila grško in latinsko. Postal je tudi prokurator Bizancene (rimska provinca, danes Tunizija). Ob branju sv. Avguština in njegove pridige o psalmu 36, se je odločil za meništvo. Odrekel se je svojemu premoženju, opustil javno službo in prosil za sprejem v samostan. Ker je bil slabega zdravja, ga škof Faust najprej ni sprejeti, saj se je bal, da Fulgencij ne bo kos težkemu življenju v samostanu. Zaradi njegovega vztrajanja pa ga je kasneje začasno sprejel v svoj samostan. Njegovo mater je ta novica zelo razburila, saj se ni strinjala s sinovo odločitvijo za meništvo. 
Fulgencij je postal duhovnik, predstojnik samostana in bil kasneje leta 507 imenovan za škofa mesta Ruspe (v današnji Tuniziji). S svojimi sposobnostmi in vrlinami je napravil močan vtis na ljudi iz svoje škofije, vendar ga je vandalski kralj Trasamund skupaj še z ostalimi 60 škofi pregnal na Sardinijo.
Ko je zvedel, da so egiptovski menihi zašli v zmoto monofizitov, se je leta 523 po kraljevi smrti vrnil v domovino. Tam je zgradil samostan, sebe pa je zaprl v celico. Vse do smrti 1. januarja 533 se je posvetil pisanju in apostolski službi.
Njegovi posmrtni ostanki so bili leta 714 preneseni v Bruge (Francija) in so bili med francosko revolucijo uničeni.

### Dela
Večino pisanja je Fulgencij posvetil nasprotovanju arianizmu in pojasnjevanju nauka o Kristusovem učlovečenju. Napisal je razpravo O veri in dve knjigi: Odgovor na deset vprašanj in Tri knjige za kralja Trasamunda. Zapustil nam je tudi pisma in odlične govore ter 8 pridig. Iz njegovih del lahko razberemo njegovo dobro poznavanje grščine in navdušenje nad deli Avguština Hiponskega.

## Nauk
Fulgencij je bil eden izmed najbolj učenih teologov tistega časa. Znal je tudi grško. Bil je velik pristaš nauka sv. Avguština, njegove nauke o milosti je branil pred napadi Favsta Rieškega. Z veliko vnemo si je prizadeval za skrbno in prepričljivo razlago verskih resnic in sam veliko krivovercev (arijancev in semipelagijancev) privedel nazaj v Cerkev. Govoril je kratko, udarno in nazorno. Moč in učinkovitost njegovega pridiganja sta bili takšni, da se je nadškof Bonifacij iz Kartagine vsak dan javno zahvaljeval Bogu, da je njihovi Cerkvi dal takšnega pridigarja. 
Sveti Fulgencij goduje 1. januarja.